# 밀턴 교통

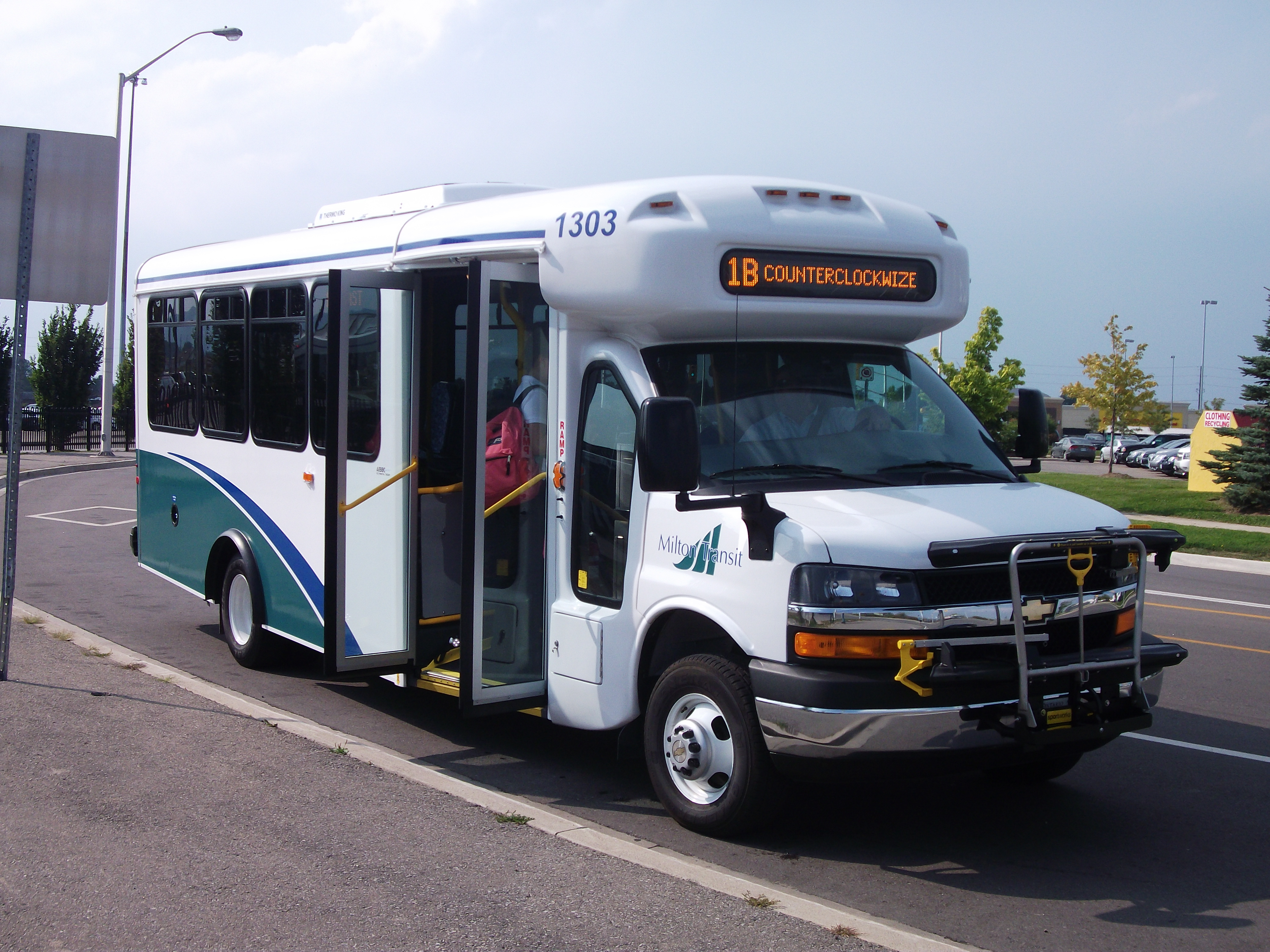

밀턴 교통 (Milton Transit)은 캐나다 온타리오주 밀턴의 대중 교통을 운행하는 기관이다. 광역 토론토 지역의 홀턴 지방자치구에 위치해 있는 밀턴은 급격한 인구 성장과 동시에 승객 수도 늘어나는 추세이다.
밀턴 교통은 2004년 8월 16일에 3개의 버스 노선으로 시작해서 오늘날의 9개 버스 노선으로 자리잡게 되었다. 이는 이전에 존재했던 전화 호출 버스와 스쿨 버스로 운행하던 GO 트랜싯 셔틀을 대체하여 만들어졌다. 밀턴 지역의 버스는 오크빌로 직접 연결되는 버스는 없지만 오크빌 교통에서 직접 운행하였다.
오크빌 교통이 기존에 차량 정박, 유지·보수 등을 도맡았지만 이후에 밀턴에 있는 미시소가 트럭 & 버스 연합사 (Mississauga Truck and Bus Collision) 가 이를 대신하여 오크빌을 오갈 필요가 없어졌다. 이후 2010년 초반부터 밀턴 마을 당국은 오크빌 교통국과 MTB사와의 계약을 종료하고 2010년 3월 8일부터 퍼시픽 웨스턴 교통 (Pacific Western Transportation) 에 버스 운행과 유지·보수 등을 위탁하겠다고 밝혔다.
밀턴 교통이 생긴 이후 급속하게 성장하는 마을 인구를 감당하기 위해 밀턴 선의 통근 열차와 버스로 연계되는 정규 노선이 하나둘씩 늘어나게 되었다.

## 같이 보기
- 밀턴역
- 밀턴선